# Luxemburgs flagga

Luxemburgs handelsflagga har proportionerna 5:7

Luxemburgs flagga antogs den 23 juni 1972 och består av tre horisontella band. Det översta är ett rött, det mellersta ett vitt och det nedersta ett blått. Färgerna är hämtade från storhertigen Henrik IV:s vapen från 1200-talet med ett rött lejon mot blå och vita ränder. Flaggan har använts inofficiellt sedan 1840-talet, då den symboliserade den franska revolutionens frihetsideal. Den skiljer sig från Nederländernas flagga genom att vara mer avlång och ha en något blekare blå färg. Proportionerna är 3:5 eller 1:2.
Som handelsflagga använder Luxemburg en flagga som bygger på statsvapnet: ett rött lejon mot blå-vit-randig botten. Under 2006 inleddes en kampanj för att göra flaggan med lejonet till Luxemburgs nationalflagga. Regeringen deklarerade den 6 juli 2007 att den inte stödde initiativet och att flaggan inte kommer att förändras.